# Bombardement de Cologne
 (octobre 2023).
La mise en forme du texte ne suit pas les recommandations de Wikipédia : il faut le « wikifier ».
Les points d'amélioration suivants sont les cas les plus fréquents. Le détail des points à revoir est peut-être précisé sur la page de discussion.
- Les titres sont pré-formatés par le logiciel. Ils ne sont ni en capitales, ni en gras.
- Le texte ne doit pas être écrit en capitales (les noms de famille non plus), ni en gras, ni en italique, ni en « petit »…
- Le gras n'est utilisé que pour surligner le titre de l'article dans l'introduction, une seule fois.
- L'italique est rarement utilisé : mots en langue étrangère, titres d'œuvres, noms de bateaux, etc.
- Les citations ne sont pas en italique mais en corps de texte normal. Elles sont entourées par des guillemets français : « et ».
- Les listes à puces sont à éviter, des paragraphes rédigés étant largement préférés. Les tableaux sont à réserver à la présentation de données structurées (résultats, etc.).
- Les appels de note de bas de page (petits chiffres en exposant, introduits par l'outil «  Source ») sont à placer entre la fin de phrase et le point final[comme ça].
- Les liens internes (vers d'autres articles de Wikipédia) sont à choisir avec parcimonie. Créez des liens vers des articles approfondissant le sujet. Les termes génériques sans rapport avec le sujet sont à éviter, ainsi que les répétitions de liens vers un même terme.
- Les liens externes sont à placer uniquement dans une section « Liens externes », à la fin de l'article. Ces liens sont à choisir avec parcimonie suivant les règles définies. Si un lien sert de source à l'article, son insertion dans le texte est à faire par les notes de bas de page.
- La présentation des références doit suivre les conventions bibliographiques. Il est recommandé d'utiliser les modèles {{Ouvrage}}, {{Chapitre}}, {{Article}}, {{Lien web}} et/ou {{Bibliographie}}. Le mode d'édition visuel peut mettre en forme automatiquement les références.
- Insérer une infobox (cadre d'informations à droite) n'est pas obligatoire pour parachever la mise en page.

Pour une aide détaillée, merci de consulter Aide:Wikification.
Si vous pensez que ces points ont été résolus, vous pouvez retirer ce bandeau et améliorer la mise en forme d'un autre article.

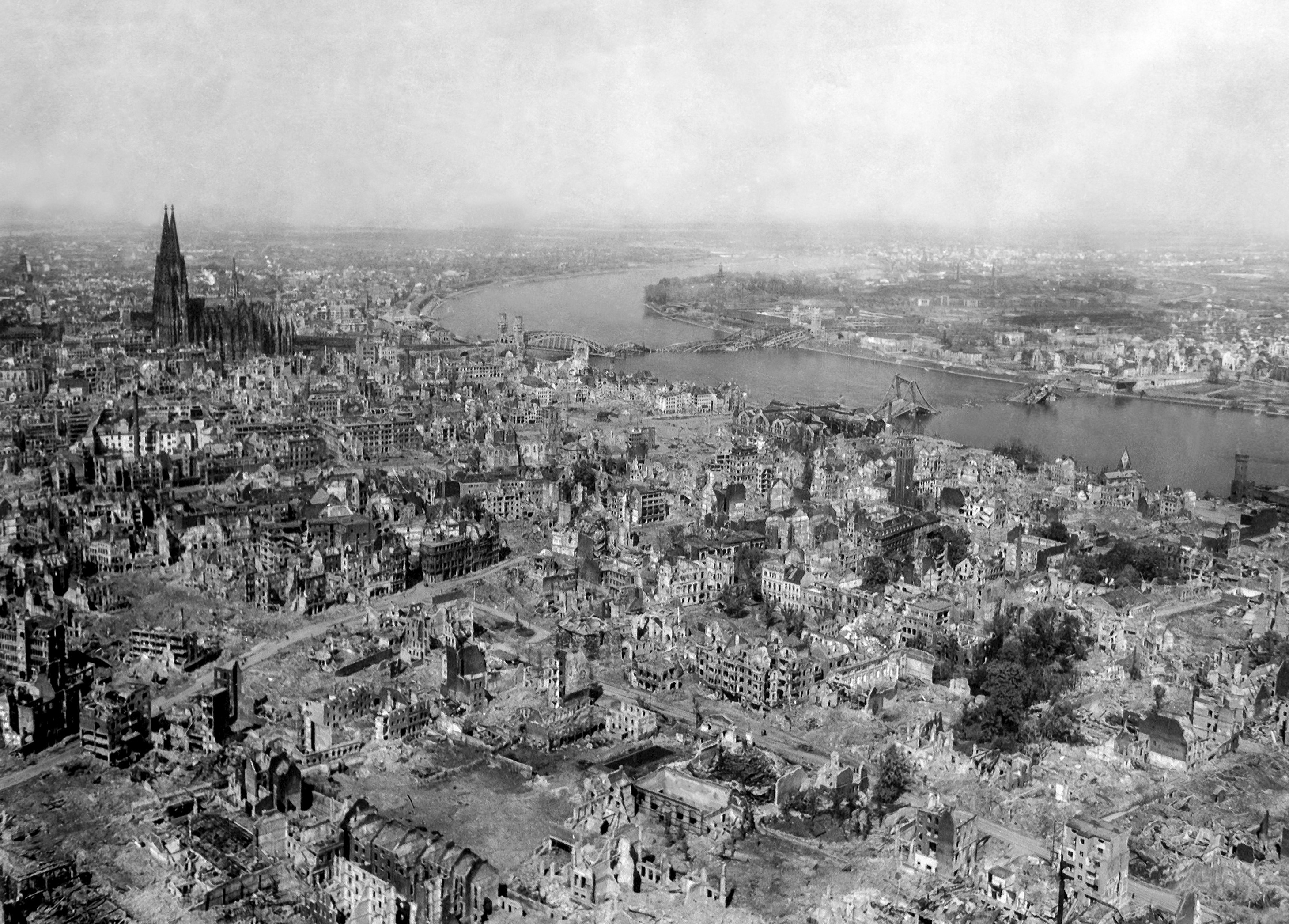
Cologne en 1945.

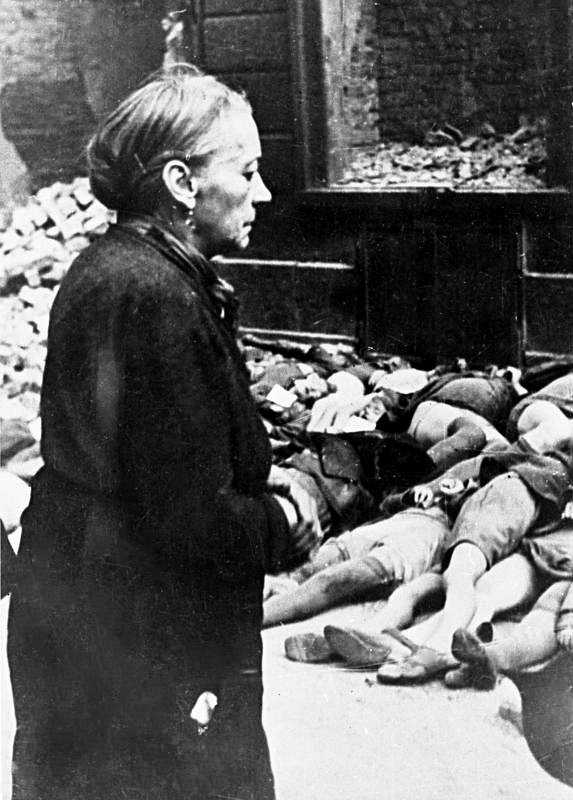
Une vieille femme devant les cadavres d'enfants à Cologne, après un raid.

La ville de Cologne a été bombardée 262 fois au cours de raids aériens alliés pendant la Seconde Guerre mondiale, dont la grande majorité étaient des raids de la RAF. Les alertes s'étaient faites rares de l'hiver au printemps 1940, et c'est le 12 mai 1940 qu'eut lieu le premier vrai bombardement. L'attaque la plus mémorable sur Cologne eut lieu dans la nuit du 30 au 31 mai 1942 ; c'était le premier raid allié qui engageait plus de mille bombardiers.

## Premier raid de1 000bombardiers

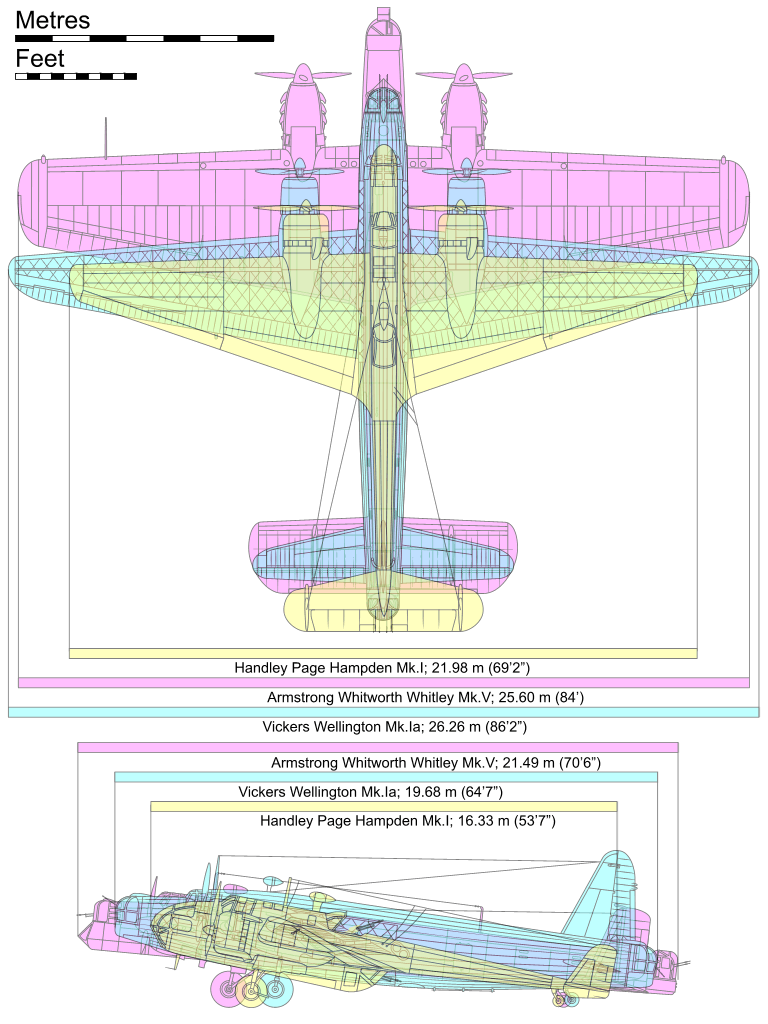
Comparaison des trois principaux types de bombardiers moyens britanniques.

Le premier raid de mille bombardiers de la RAF a reçu le nom de code d' « Opération millenium ». C'est Cologne - la plus ancienne des grandes villes allemandes - qui a été choisi comme objectif et le raid a eu lieu dans la nuit du 30 au 31 mai 1942, deux mois après le bombardement de Lübeck. Ces mille bombardiers ont été engagés pour diverses raisons :
- l'espoir que la dévastation massive résultant de ces raids serait suffisante pour dissuader l'Allemagne de rester en guerre, ou tout au moins, pour saper sérieusement son moral ;
- les raids constituaient un acte de propagande important pour les alliés et plus particulièrement pour Arthur Travers Harris et son concept du bombardement stratégique. Les résultats très modestes du Bomber Command dans la précision des bombardements au cours de l'année 1941 a amené les autorités à séparer les forces pour les affecter à des théâtres d'opération urgents comme la bataille de l’Atlantique. Un raid de grande envergure dirigé contre l'Allemagne était une excellente façon médiatique pour Arthur Travers Harris de démontrer au ministère de la guerre qu'investir dans l'importance et la technologie du Bomber Command pouvait constituer une contribution décisive à la victoire.

À ce stade de la guerre, le Bomber Command n'avait d'ordinaire qu'une seule ligne de front forte d'environ 400 avions et était dans la phase de transition entre les bombardiers bimoteurs de l'avant guerre et les nouveaux bombardiers lourds quadrimoteurs plus puissants. En utilisant les bombardiers et le personnel des unités opérationnelles d'entraînement, les 250 appareils du Coastal Command de la RAF et du Training Command de la RAF (qui était une unité d'entraînement) Harris arrivait facilement à 1 000 avions. Mais juste avant que le raid ne soit programmé, la Royal Navy refusa d'y faire participer les avions du Coastal Command. L'amirauté estimait que le motif de propagande était un argument de moindre importance face à la menace réelle et pressante des U-bootes dans la bataille de l'Atlantique. Harris batailla pour obtenir davantage d'avions et réussit à en obtenir 49 de plus, leurs équipages étant composés d'élèves pilotes et d'instructeurs. C'est ainsi que 1 047 bombardiers ont finalement été engagés dans le raid, c'est-à-dire deux fois et demie plus que n'importe quel autre raid de la RAF avant ce jour. En plus des bombardiers qui ont attaqué Cologne, 113 autres avions ont participé à des raids d'intrusion pour harceler les terrains d'aviation des chasseurs de nuit allemands.
Ce n'est pas Cologne qui avait été sélectionné initialement comme cible, mais Hambourg. Cologne n'était que la cible secondaire qui a été finalement choisie en raison du mauvais temps.
C'est la première fois que la technique du Bomber stream est employée et la plupart des tactiques utilisées pendant ce raid sont devenues des techniques de base pour les opérations du Bomber command au cours des deux années qui ont suivi, certaines ont même survécu jusqu'à la fin de la guerre. L'idée était qu'un nombre si important de bombardiers passant la ligne Kammhuber au même moment submergerait les chasseurs de nuit allemands et permettrait ainsi de limiter les pertes de bombardiers à une proportion acceptable. L'apparition récente du GEE permet aux bombardiers de suivre une route précise à un temps et une altitude donnés. La campagne britannique de bombardement nocturne a duré plusieurs mois et a permis la construction d'une approximation statistique du nombre de bombardiers qui pourraient être abattus par les chasseurs de nuit allemands et la lutte antiaérienne, à comparer au nombre de ceux qui risquaient d'être perdus à la suite de collisions. Si l'on veut réduire le premier terme, il faut que la formation soit très serrée (au risque d'augmenter les collisions) parce que les chasseurs qui défendent leur partie d'espace aérien ne peuvent potentiellement faire que six interceptions par heure et la défense aérienne ne peut pas se concentrer au même moment sur l'ensemble de la formation. Au début de la guerre, quatre heures étaient considérées comme une durée acceptable pour une mission. Dans le cas de ce raid tous les bombardiers étaient passés au-dessus de Cologne et avaient largué leurs bombes en 90 minutes, le premier est arrivé à 0 h 47 le 31 mai. Un bombardement aussi concentré sur une période aussi courte devait déborder les pompiers de Cologne et causer des conflagrations très semblables à celles que la Luftwaffe avait infligées à Londres au cours du Blitz.
Pendant ce raid, 868 avions ont bombardé la cible principale et 15 autres appareils d'autres cibles. Le poids total de bombes lâchées est de 1 455 tonnes dont les deux tiers étaient des bombes incendiaires. Il en a résulté 2 500 foyers d'incendie dont 1 700 ont été classés comme « importants ». À la fois le travail des pompiers et la largeur des rues ont empêché les incendies de se transformer en tempêtes de feu, pourtant la plus grande partie des dommages est due aux incendies plutôt qu'aux explosions elles-mêmes. 3 300 immeubles non résidentiels ont été détruits, 2 090 fort endommagés et 7 420 peu atteints ce qui donne un total de 12 840 immeubles dont 2 560 étaient industriels ou commerciaux. Parmi les immeubles totalement détruits : sept bâtiments administratifs, quatorze établissements publics, sept banques, neuf hôpitaux, dix-sept églises, seize écoles, quatre bâtiments universitaires, dix postes ou gares ferroviaires, dix monuments historiques, deux journaux, quatre hôtels, deux cinémas et six grands magasins. Les seuls équipements militaires endommagés sont les baraquements de la défense aérienne. Les dégâts sur les habitations civiles, pour la plupart des appartements dans de grands immeubles, sont considérables : 13 010 détruits, 6 360 très sérieusement endommagés et 22 270 légèrement touchés.
Le nombre des morts se situe entre 469 et 486 dont 411 civils et 58 militaires. 5 027 blessés et 45 132 « bombardés » sont répertoriés[réf. nécessaire]. Sur une population d'environ 700 000 personnes, l'estimation des habitants de Cologne qui ont fui la ville après le raid oscille entre 135 000 et 150 000. De son côté, la RAF a perdu 43 appareils (la propagande allemande en annonça 44), soit 3,9 % des 1 103 bombardiers engagés dans le raid. Les pertes se décomposent en 22 appareils perdus au-dessus de Cologne ou dans ses environs, 16 abattus par la défense aérienne, quatre par les chasseurs de nuit, deux dans une collision et deux bombardiers légers Bristol Blenheim dans des attaques sur des bases aériennes de chasseurs de nuit.
| Unités                        | Type d'avions                         | Total |
| ----------------------------- | ------------------------------------- | ----- |
| Group 1                       | 156 Wellington                        | 156   |
| Group 3                       | 134 Wellington 88 Stirling            | 222   |
| Group 4                       | 131 Halifax 9 Wellington 7 Whitley    | 147   |
| Group 5                       | 73 Lancaster 46 Manchester 34 Hampden | 153   |
| Operational Training Group 91 | 236 Wellington 21 Whitley             | 257   |
| Operational Training Group 92 | 63 Wellington 45 Hampden              | 108   |
| Flying Training Command       | 4 Wellington                          | 4     |

## Déroulement des opérations
| Date                 | RAF Bomber Command          | Notes |
| -------------------- | --------------------------- | --- |
| 13/14 février 1942   | RAF                         | 39 avions affrontent la glace et les nuages, le bombardement donne de mauvais résultats |
| 13/14 mars 1942      | RAF                         | 135 bombardiers engagés dans le raid. Le raid fait 62 morts et 84 blessés. Il totalise 237 tirs et la RAF considère que ce raid est cinq fois plus efficace que la moyenne des derniers raids sur Cologne. Il est considéré comme le premier raid réussi à l'aide du GEE. La RAF perd un Avro Manchester. |
| 5/6 avril 1942.      | RAF                         | 263 avions. |
| 22/23 avril 1942     | RAF                         | 69 avions. |
| 27/28 avril 1942     | RAF                         | 97 avions. |
| 30/31 mai 1942       | RAF                         | 868 avions bombardent Cologne au cours du premier raid « 1000 bombardiers » (1 047 avions). |
| 31 mai 1942          | RAF                         | Photos de reconnaissance par 5 de Havilland DH.98 Mosquitos de l'escadron no 5 de la RAF. |
| 31 mai/1er juin 1942 | RAF                         | 2 avions. Les nuages sur Cologne ont empêché le bombardement. Les deux avions ont regagné leur base. |
| 1er juin 1942        | RAF                         | 2 Mosquitos engagés dans un raid de harcèlement et de diversion,. |
| 26 juillet 1942.     | RAF                         | 3 Mosquitos en mission de harcèlement. |
| 10 août 1942         | RAF                         | 1 Mosquito en mission de harcèlement, puis bombardement et retour à la base. |
| 25 août 1942         | RAF                         | 4 Mosquitos en mission de harcèlement sur l'Allemagne, un d'entre eux sur Cologne. 3 ont réussi leur mission, bombardement compris, 1 n'est pas rentré. |
| 2 septembre 1942     | RAF                         | 1 Mosquito en mission de harcèlement, puis bombardement et retour à la base. |
| 2 septembre 1942     | RAF                         | 2 Mosquitos en mission de harcèlement, bombardement au travers de la couche nuageuse et retour à la base. |
| 7 septembre 1942     | RAF                         | 1 Mosquito en mission de harcèlement, bombardement au travers de la couche nuageuse et retour à la base. Aucun rapport des résultats des bombardements au sol. |
| 15/16 octobre 1942   | RAF                         | 289 avions. |
| 22/23 janvier 1943   | RAF                         | C'est le premier raid qui utilise le système de navigation aux instruments oboe, 2 Mosquitos ont endommagé 55 maisons et tué 5 personnes pour l'un et endommagé 22 maisons en blessant 2 personnes pour l'autre. On a vu ici que grâce à l'aide électronique 2 bombardiers pouvaient infliger autant de dégâts que 100 bombardiers un ou deux ans auparavant. |
| 2/3 février 1943     | RAF                         | 161 avions. |
| 14/15 février 1943   | RAF                         | 243 avions. |
| 25/26 février 1943   | RAF                         | 6 Mosquitos envoyés sur la Ruhr pour un vol de diversion (l'attaque principale avait lieu sur Nuremberg), 13 personnes ont été tuées à Cologne. |
| 26/27 février 1943   | RAF                         | 427 avions. |
| mai 1943             | RAF                         | [ 6 ] |
| 11/12 juin 1943      | RAF                         | 1 Mosquito en mission de diversion, l'attaque principale avait lieu sur Düsseldorf. |
| 13/14 juin 1943      | RAF                         | 2 Mosquitos bombardent Cologne et un ou plusieurs raids de harcèlement. |
| 16/17 juin 1943      | RAF                         | 212 avions. |
| 17/18 juin 1943      | RAF                         | 2 Mosquitos bombardent Cologne et un ou plusieurs raids de harcèlement. |
| 19/20 juin 1943      | RAF                         | 6 Mosquitos envoyés vers Cologne, Duisbourg et Düsseldorf, l'attaque principale étant sur Le Creusot. |
| 22/23 juin 1943      | RAF                         | 4 Mosquitos en mission de diversion, l'attaque principale étant sur Mülheim. |
| 23/24 juin 1943      | RAF                         | 3 Mosquitos en mission de harcèlement. |
| 28/29 juin 1943      | RAF                         | 608 avions. |
| 2/3 juillet 1943     | RAF                         | 3 Mosquitos en mission de harcèlement. |
| 3/4 juillet 1943     | RAF                         | 653 avions attaquent la zone industrielle de Cologne sur la rive gauche du Rhin. Une unité allemande nouvellement créée, la Jagdgeschwader 300, utilise pour la première fois la technique du Wilde Sau (sanglier sauvage) sur des avions de chasse monomoteurs. Les chasseurs allemands, en utilisant la clarté créée par les projecteurs de la défense aérienne, prennent pour cibles les signaux lumineux et les feux. Ils revendiquent ainsi 12 avions abattus. C'est un score qu'il a fallu tout de même qu'ils partagent avec les batteries de défense anti-aériennes qui revendiquent également ces 12 coups au but. Pour éviter tout risque de tir ami, la défense aérienne limite ses tirs à un plafond prédéterminé que les chasseurs allemands doivent respecter en volant au-dessus pour rester en sécurité. |
| 5/6 juillet 1943     | RAF                         | 4 Mosquitos en mission de harcèlement. |
| 6/7 juillet 1943     | RAF                         | 4 Mosquitos en mission de harcèlement. |
| 7/8 juillet 1943     | RAF                         | 4 Mosquitos en mission de harcèlement. |
| 8/9 juillet 1943     | RAF                         | 288 avions. |
| 13/14 juillet 1943   | RAF                         | 2 Mosquitos en mission de diversion lâchent des balises sur la cible (la cible principale étant Aix-la-Chapelle). |
| 25/26 juillet 1943   | RAF                         | 3 Mosquitos en mission de diversion (le raid principal se déroulant sur Essen). |
| 4/5 août 1943        | RAF                         | 5 Mosquitos sur Cologne et Duisbourg à travers les nuages. |
| 4/5 août 1943        | RAF                         | 5 Mosquitos sur Cologne et Duisbourg à travers les nuages, c'est la seule sortie de nuit. Aucune perte. |
| 6/7 août 1943        | RAF                         | 8 Mosquitos sur Cologne et Duisbourg à travers les nuages, c'est la seule sortie de nuit. Aucune perte. |
| 7/8 août 1943        | RAF                         | 4 Mosquitos en mission de harcèlement. |
| 11/12 août 1943      | RAF                         | 8 Mosquitos en mission de harcèlement. |
| 29/30 août 1943      | RAF                         | 4 Mosquitos équipés du Oboe et 4 autres sur Duisbourg en mission de harcèlement. 1 avion perdu. |
| 1er septembre 1943   | RAF                         | 8 Mosquitos sont envoyés sur Cologne et Duisbourg. Aucune perte. |
| 4/5 septembre 1943   | RAF                         | 8 Mosquitos sont envoyés sur Cologne et Duisbourg. Aucune perte. |
| 13/14 septembre 1943 | RAF                         | 5 Mosquitos équipés du Oboe et 4 autres sur Duisbourg en mission de harcèlement. Aucune perte. |
| 18/19 septembre 1943 | RAF                         | 5 Mosquitos en mission de harcèlement. Aucune perte. |
| 24/25 septembre 1943 | RAF                         | 8 Mosquitos envoyés sur Cologne et Düsseldorf en mission de harcèlement. Aucune perte. |
| 26/27 septembre 1943 | RAF                         | 4 Mosquitos envoyés sur Cologne en mission de harcèlement. Aucune perte. |
| 26/27 septembre 1943 | RAF                         | 8 Mosquitos attaquent Cologne et Gelsenkirchen en mission de harcèlement. C'est la seule sortie du Bomber Command cette nuit-là. Aucune perte. |
| 2/3 octobre 1943     | RAF                         | 8 Mosquitos envoyés sur Cologne et Gelsenkirchen pour un raid de diversion. La cible principale étant Munich. Aucune perte au cours de ces raids de diversion. |
| 3/4 octobre 1943     | RAF                         | 12 Mosquitos équipés du Oboe bombardent la centrale électrique de Knapsack près de Cologne. Aucune perte. |
| 13/14 octobre 1943   | RAF                         | 4 Mosquitos en mission de harcèlement sur Cologne. Aucune perte. |
| 20/21 octobre 1943   | RAF                         | 28 Mosquitos envoyés sur Berlin, Cologne, Brauweiler et Emden. 2 Mosquitos perdus. La cible principale cette nuit-là est Leipzig. |
| 22 décembre 1943     | VIII Bomber Command         | Mission 163 : un B-17 largue deux bombes polyvalentes de 900 kg et une bombe photo-éclair à 20 h 20 ; aucune perte. |
| 1/2 janvier 1944     | RAF                         | 1 Mosquito en mission de harcèlement et de diversion ; retour à la base sans encombre. La cible principale est Berlin. |
| 4/5 janvier 1944     | RAF                         | 2 Mosquitos en mission de harcèlement, les deux reviennent à la base. |
| 2/3 février 1944     | RAF                         | 3 Mosquitos en mission de harcèlement, tous sont de retour à la base. |
| 16/17 mars 1944      | RAF                         | 8 Mosquitos en mission de harcèlement, aucune perte. La cible principale est Amiens. |
| 17/18 mars 1944      | RAF                         | 28 Mosquitos bombardent Cologne. Tous sont de retour à la base. |
| 21/22 mars 1944      | RAF                         | 27 Mosquitos bombardent Cologne. Tous sont de retour à la base. |
| 29/30 mars 1944      | RAF                         | 4 Mosquitos en mission de harcèlement, tous reviennent à la base. Les cibles principales sont Vaires, à côté de Paris, et Lyon. |
| 29/30 mars 1944      | RAF                         | 34 Mosquitos en mission de diversion sur Aix-la-Chapelle, Cologne et Cassel. Tous reviennent à la base, mais le bombardement de Nuremberg, qui est la cible principale, inflige au Bomber Command les plus grosses pertes qu'il a enregistrées au cours de la guerre. |
| 18/19 juillet 1944   | RAF                         | 6 Mosquitos en mission de diversion une partie de la nuit pendant que la RAF accomplit quatre attaques sérieuses et quelques raids de moindre importance sur Cologne. Ils attaquent les installations pétrolifères de Wessling et de Scholven/Melle, le nœud ferroviaire d'Aulnoye et de Revigny et un site de bombes volantes à Acque. |
| 14 octobre 1944      | VIII                        | Mission 677 : dans le cadre de l'Operation Hurricane (1944) (en), le Pathfinder (RAF) attaque la gare de triage de Cologne à Géréon, Gremberg et Eifeltor ainsi qu'Euskirchen à Cologne. Jack McKillop, « 8th Air Force 1944 Chronicles », airwarweb.net (consulté le 27 janvier 2009) 1944: October, November, December 1945: January, February, March |
| 15 octobre 1944      |                             | Le 486 BG bombarde Cologne. |
| 17 octobre 1944      | 8th AF                      | Mission 681 : 1 338 bombardiers et 811 chasseurs sont désignés pour attaquer la zone allemande de Cologne ; 465 B-17 sont répartis pour frapper la zone de triage de Cologne/Gremberg (34) et la zone de triage de Cologne/Kalk (151), enfin 453 B-17 sont envoyés sur les zones de triage de Cologne/Gereon (295) et Cologne/Kalk (142). |
| 12/13 février 1945   | RAF                         | 3 Mosquitos sur des radar H2S en essai. Aucune perte. |
| 2 mars 1945          | RAF                         | Le dernier raid de la RAF sur Cologne comprend 858 bombardiers (la première des deux vagues est particulièrement destructrice). |
| 2 mars 1945          | VIII                        | 1 B-17 bombarda Cologne par opportunité. |
| 5 mars 1945          | 9th Tactical Army Air Force | Des chasseurs larguent des tracts sur la région de Cologne-Bonn. |
| 6 mars 1945          |                             | Les troupes américaines prennent Cologne. |